# 一八七二遊花園
一八七二遊花園（英語：Talk of the town）是香港商業電台叱咤903的一個聽眾來電節目。主持人是余迪偉，林二汶，（阿Bu於2013年5月13日離職，鄒凱光於2013年10月11日暫別電台工作）。監製為光仔。節目首播日期為2009年4月30日（5月1日凌晨）。節目完結前在星期一至五晚上11時至1時於商業二台播出。此節目已經完結。2022年，三位主持於Youtube重組主持全新節目三叔公園。

## 節目環節

### Talk of the town
- 於每日11／12點報時前，回顧上一日其中一位聽眾的來電。
- 有時候因節目主持開題時間過長，以致需於12時報天氣後播出。
- 2010年12月23日，由於晚上11時後直播「聖誕好人」之活動，於晚上10時至11時，精選多個節目首播至今的回顧重溫。

### 聽眾來電
- 聽眾來電環節，對於對話內容及主題沒有特定或規範。
- 現時主持會指定部份主題希望聽眾來電。
- 光仔會評論主題。
- 聽眾致電熱線「一搭即熱線」：+852 1872903 （或 +852 1872904 / +852 1872905）
- 主持人會以「一八七二遊花園」中頭數個字接電話，來電者需完成餘下結尾字（現時指定頭數個字為：「一八七二」，聽眾要完成餘下結尾字則為：「遊花園」）。

### 每晚特定環節
為慶祝節目成立兩周年，節目於2011年4月4日起進行大改革，於晚上11時45分至12時期間播放。

#### 星期一：光仔廁所位
- 光仔廁所位2009年10月5日起，於每日晚上11時45分至12時期間播放。
- 一般聽眾來電都會經過監製光仔的篩選，環節開始時光仔上了廁所不在場，只要打通熱線就可以立刻和主持人對話。
- 因為太多聽眾只留言生日快樂給朋友，歪曲節目原來意義，主持人決定環節於2010年3月29日結束。
- 環節於2010年5月4日重新推出，並接受商業贊助。期間因連續有數位聽眾只留言生日快樂，於2010年5月17日起再度暫停本環節。
- 2011年1月21日重新推出一天。
- 2011年4月4日開始重新推出，逢星期一播放。
- 由2011年12月13日開始，由於有聽眾玩電話，此環節開始停播。
- 2012年9月14日，由於光仔於當天肚痛，此環節於當天重新推出一天。

#### 星期二：一八七二美容院
- 2012年1月31日起，於每星期二大約晚上11時45分播放。
- 主持人與整容醫生陳祖鈞傾電話，談論有整容、整形等話題。
- 2012年2月28日直播。

#### 星期三： E 道
- 於2011年7月6日起，取代《一八七「易」做好人》，於每星期三播放。
- 供國内聽眾來電，電話熱線為：+852 1872905
- 於2012年1月4日起，聽眾對象改為全世界聽眾。

| 日期           | 指定題目                                             | 相關來電次數 | 聽眾所在地點                         |
| -------------- | ---------------------------------------------------- | ------------ | ------------------------------------ |
| 2011年7月6日   | 中港情                                               | 1            | 中國大陸                             |
| 2011年7月13日  | 犯賤愛情                                             | 1            | 中國大陸                             |
| 2011年7月20日  | 奇怪騙案                                             | 1            | 中國大陸                             |
| 2011年8月31日  | 讀書時被排斥的故事                                   | 1            | 中國大陸                             |
| 2011年9月28日  | 感情小困擾                                           | 1            | 中國大陸                             |
| 2011年11月16日 | 飛機上有趣/激氣事件                                  | 1            | 中國大陸                             |
| 2011年11月23日 | 英雄救美                                             | 1            | 中國大陸                             |
| 2011年11月30日 | （齋呵唔鬧專線區）                                   | 1            | 中國大陸                             |
| 2011年12月7日  | -                                                    | 1            | 中國大陸                             |
| 2011年12月13日 | 成功（失敗）挑戰制度的故事                           | 1            | 中國大陸                             |
| 2012年1月4日   | -                                                    | 1            | 馬來西亞                             |
| 2012年1月26日  | -                                                    | 1            | 中國大陸（廣州）                     |
| 2012年2月22日  | 無傷大雅的整蠱                                       | 1            | 馬來西亞                             |
| 2012年2月22日  | 新加坡美食                                           | 1            | 新加坡                               |
| 2012年3月14日  | 小朋友的魔鬼行為                                     | 1            | 加拿大                               |
| 2012年3月28日  | 搭番身采                                             | 1            | 澳洲（墨爾本）                       |
| 2012年4月4日   | 戀上壞情人的故事                                     | 1            | 中國大陸（廣州）                     |
| 2012年4月19日  | 馬來西亞治安                                         | 1            | 馬來西亞                             |
| 2012年5月2日   | 野蠻男友                                             | 1            | 西班牙                               |
| 2012年5月9日   | 感情問題                                             | 1            | 加拿大（溫哥華）                     |
| 2012年5月23日  | 被非禮的故事 相見好同住難                            | 2            | 中國大陸（廣州） 英國                |
| 2012年5月30日  | 家庭問題                                             | 1            | 美國（三藩市）                       |
| 2012年6月13日  | 感情問題                                             | 1            | 美國（洛杉磯）                       |
| 2012年6月20日  | 工作時遇到親人嘅尶尬事                               | 1            | 中國大陸（北京）                     |
| 2012年6月27日  | -                                                    | 1            | 德國（法蘭克福）                     |
| 2012年7月11日  | - -                                                  | 2            | 澳洲（珀斯） 愛沙尼亞                |
| 2012年7月25日  | 奧運情況 閃婚 -                                      | 3            | 英國（倫敦） 馬來西亞（芙蓉市） 芬蘭 |
| 2012年8月15日  | 感情問題                                             | 1            | 美國（洛杉磯）                       |
| 2012年9月5日   | 分手時才發覺愛錯的人                                 | 1            | 中國大陸（廣州）                     |
| 2012年9月11日  | 世界各地的婚禮                                       | 1            | 台灣（台北）                         |
| 2012年10月3日  | 因汁野而汁到野嘅故事                                 | 1            | 美國                                 |
| 2012年11月21日 | - 嚇到鼻哥窿都冇肉嘅故事                             | 2            | 英國 （加拿大）多倫多                |
| 2012年11月28日 | -                                                    | 1            | 美國（三藩市）                       |
| 2012年12月5日  | -                                                    | 1            | 美國                                 |
| 2012年12月12日 | 2012年對自己最重要嘅一至三件事                       | 1            | 英國（倫敦）                         |
| 2012年12月19日 | 舊情人結婚的故事                                     | 1            | 中國（深圳市）                       |
| 2012年12月26日 | -                                                    | 1            | 中國（北京）                         |
| 2013年1月30日  | 飲酒的趣事 -                                         | 2            | 加拿大（溫哥華） 德國（卡素爾）      |
| 2013年2月6日   | 分享自己的旅遊經歷 沒有想過自己會做了的職業 感情問題 | 3            | 英國 日本（北海道） 中國（澳門）     |
| 2013年2月14日  | 奇怪的職業                                           | 1            | 愛爾蘭                               |
| 2013年2月19日  | 被滯留的故事                                         | 1            | 韓國                                 |
| 2013年3月19日  | -                                                    | 1            | 澳洲（墨爾本）                       |
| 2013年3月27日  | 講是非的故事                                         | 1            | 中國大陸（廣州）                     |
| 2013年4月1日   | 愛情死過翻生經歷                                     | 1            | 美國（紐約）                         |
| 2013年4月4日   | -                                                    | 1            | 加拿大（多倫多）                     |
| 2013年4月10日  | -                                                    | 1            | 泰國（曼谷）                         |
| 2013年4月17日  | 遇過最無恥嘅人和事                                   | 1            | 英國（倫敦）                         |
| 2013年4月25日  | -                                                    | 1            | 中國（北京）                         |
| 2013年5月9日   | 被誘惑的經驗                                         | 1            | 新加坡                               |
| 2013年5月10日  | -                                                    | 1            | 美國（三藩市矽谷）                   |
| 2013年5月28日  | 麻煩室友                                             | 1            | 英國                                 |

#### 星期四：黑卡會員（停播中）
- 2011年4月7日起，於每星期四播放。
- 主持人每星期與特定階層聽眾傾電話，其間該階層聽眾無須等候便可直接跟主持人對話。

| 集數 | 日期           | 職業人士            |
| ---- | -------------- | ------------------- |
| 001  | 2011年4月7日   | 的士司機            |
| 002  | 2011年4月14日  | 護士                |
| 003  | 2011年4月21日  | 售貨員              |
| 004  | 2011年4月28日  | 飲食界              |
| 005  | 2011年5月5日   | 考試人（學生）      |
| 006  | 2011年5月12日  | 正在做運動的人      |
| 007  | 2011年5月19日  | 空中服務員          |
| 008  | 2011年5月26日  | 設計人士            |
| 009  | 2011年6月2日   | 今日生日嘅人        |
| 010  | 2011年6月9日   | 美容及化妝師        |
| 010  | 2011年6月16日  | 爸爸                |
| 011  | 2011年6月23日  | 管理員              |
| 012  | 2011年6月30日  | 高考放榜生          |
| 013  | 2011年7月7日   | 教育工作者（老師）  |
| 014  | 2011年7月14日  | 電話銷售員          |
| 015  | 2011年7月21日  | 人口普查員          |
| 016  | 2011年7月28日  | 健身教練            |
| 017  | 2011年8月4日   | 保險從業員          |
| 018  | 2011年8月11日  | 自製假期的人        |
| 019  | 2011年8月18日  | 殯儀業              |
| 020  | 2011年8月25日  |                     |
| 021  | 2011年9月1日   | 按摩技師            |
| 021  | 2011年9月8日   | 婚禮統籌師          |
| 022  | 2011年9月15日  | 外語老師            |
| 023  | 2011年9月22日  | 代客泊車            |
| 024  | 2011年9月29日  | 畫家                |
| 025  | 2011年10月6日  | 蘋果迷              |
| 026  | 2011年10月13日 | 樓上咖啡店店主/員工 |
| 027  | 2011年10月20日 | 智能手機程式開發員  |
| 028  | 2011年10月27日 | 正在考試的學生      |
| 029  | 2011年11月3日  | 港甲球員            |
| 030  | 2011年11月10日 | 港甲球員            |
| 031  | 2011年11月17日 | 二手電話銷售員      |
| 032  | 2011年11月24日 | 二手電話銷售員      |
| 032  | 2011年12月1日  | 消防員              |

#### 星期五：一八七二麥玲玲
- 2011年10月14日起，於每星期五大約晚上11時45分播放。
- 主持人與麥玲玲師傅傾電話，談論有關玄學及飲食等話題。

### 齋呵唔鬧專線區
- 本環節亦被主持稱作「齋呵唔鬧愛情拯救區」。
- 於2010年8月10日起不定時播放。
- 聽眾致電講愛情問題，主持只會可用溫柔的語氣（不能用責罵的語氣）為聽眾解答愛情疑難。
- 如果主持使用了責駡的語氣，監製會吹雞停止並每次罰款20元（監製「去廁所」例外）。
- 2012年6月11日歐國盃球賽進行其間，有聽眾來電討論關於歐國盃的賽事，但被主持大聲責罵，所以主持開設「齋波唔鬧專線區」。

### 鬼故時間
- 每晚（曾限定有一個限額）聽眾可來電講鬼故事。
- 聽眾致電講鬼故熱線：+852 1872902（以前曾使用+852 1872904）
- 於每日晚上12時30分至1時期間接聽。
- 2009年9月2日中元節，該晚特別把鬼故時間由一個限額改為無限額，結果該晚的全部聽眾只是來電講鬼故事[12]。
- 2009年10月31日星期六萬聖夜，節目在週末首次進行戶外直播，節目名為「一八七二遊花園之一八七二九零二」，該晚並邀請聽眾到場，並請到從事「靈異」行業人士、官恩娜、陳柏宇、鍾舒漫光臨說鬼故。

### 奬品環節
- 當有演唱會票或戲票等獎品贈送，主持人會邀請聽眾致電 +852 1872902/1872905
- 聽眾要玩指定遊戲贏獎品。
- 基本上只要成功接通電話，即可有獎品。

### 一八七二遊花園之出怒遇桂神
- 2010年12月14日起，於每星期五大約晚上11時45分播放。
- 主持人與黃興桂傾電話，大談過去一星期近況及足球消息。

### 招募新主持
由於阿Bu於2013年4月22日宣布將離開節目。於是於2013年4月28日至2013年5月9日公開招募新主持（必須為女性），凌晨一時至二時播放。雖然如此，最後還是決定由歌手好友林二汶接任。
| 日期          | 候選人名稱 | 開題題目             | 分數                                      | 總分 |  |
| 2013年4月29日 | Ling       |                      | 余迪偉（8）、 鄒凱光（7.5）、 阿Bu（7.5） | 23   |  |
| 2013年4月30日 | Season     |                      | 余迪偉（7）、 鄒凱光（5）、 阿Bu（6.5）   | 18.5 |  |
| 2013年5月1日  | 娟姐       |                      | 余迪偉（8）、 鄒凱光（7）、 阿Bu（9）     | 24   |  |
| 2013年5月2日  | Auntie Yan | 識做戲的女人         | 余迪偉（4）、 鄒凱光（4）、 阿Bu（3）     | 11   |  |
| 2013年5月3日  | 高比       | 整蠱老師的招數       | 余迪偉（3）、 鄒凱光（3）、 阿Bu（6）     | 12   |  |
| 2013年5月6日  | Sunny      | 參加電視台節目的經歷 | 余迪偉（6）、 鄒凱光（5）、 阿Bu（6）     | 17   |  |
| 2013年5月7日  | 阿凡       | 被朋友出賣嘅故事     | 余迪偉（7.5）、 鄒凱光（8）、 阿Bu（9）   | 24.5 |  |
| 2013年5月8日  | Yo         | 盲目嘅愛情           | 余迪偉（7）、 鄒凱光（8）、 阿Bu（7）     | 22   |  |
| 2013年5月9日  | 念BU       | 好心做壞事嘅經歷     | 余迪偉（6）、 鄒凱光（8）、 阿Bu（7）     | 21   |  |

## 官方微博
- 2011年1月5日起開設。節目期間將當天三位主持的主打話題及相關相片上載至新浪微博。[13]

## 歷任主持人
| 日期                                             | 主持人                                                 | 班底                                   | 備註                                                            |
| 2009年4月30日至7月10日                           | 常設主持： 余迪偉、阿Bu （以下指定日子除外）           | 精華遊花園主持                         | ---                                                             |
| 2009年7月13日至2013年5月10日                     | 常設主持： 余迪偉、鄒凱光、阿Bu （以下指定日子除外）   | ---                                    | ---                                                             |
| 2013年5月13日至2013年7月26日                     | 常設主持： 余迪偉、鄒凱光 （以下指定日子除外）         | 午夜閒談主持                           | ---                                                             |
| 2013年7月29日至2013年10月11日                    | 常設主持： 余迪偉、鄒凱光、林二汶 （以下指定日子除外） | ---                                    | ---                                                             |
| 2013年10月14日至2014年6月27日                    | 常設主持： 余迪偉、林二汶                              | ---                                    | 鄒凱光暫別電台工作                                              |
| 2009年7月3日                                     | 余迪偉、卓韻芝、阿Bu                                   | 五天精華遊主持 加節目助理              | 卓韻芝要到英國留學，客串主持一集                                |
| 2009年8月17日至9月11日                           | 余迪偉、阿Bu                                           | 精華遊花園主持                         | 鄒凱光暫代林海峰主持在晴朗的一天出發                            |
| 2009年9月14日至9月25日                           | 鄒凱光、阿Bu                                           | 球來球往主持                           | 余迪偉放假（9月21日回港一天主持節目）                           |
| 2009年9月28日                                    | 余迪偉、阿Bu                                           | 精華遊花園主持                         | 鄒凱光放假                                                      |
| 2009年9月30日至10月1日                           | 余迪偉、鄒凱光                                         | 午夜閒談主持                           | 阿Bu請病假                                                      |
| 2010年1月25日                                    | 鄒凱光、阿Bu                                           | 球來球往主持                           | 余迪偉放假                                                      |
| 2010年1月28日至2月7日                            | 余迪偉、阿Bu                                           | 精華遊花園主持                         | 鄒凱光放假到英國                                                |
| 2010年2月15日至2月28日                           | 余迪偉、鄒凱光                                         | 午夜閒談主持                           | 阿Bu放假                                                        |
| 2010年3月30日                                    | 余迪偉、鄒凱光                                         | 午夜閒談主持                           | 阿Bu放病假                                                      |
| 2010年5月31日至6月2日                            | 余迪偉、鄒凱光                                         | 午夜閒談主持                           | 阿Bu放假到上海                                                  |
| 2010年6月18日至6月25日                           | 鄒凱光、阿Bu                                           | 球來球往主持                           | 余迪偉放假到台灣                                                |
| 2010年7月2日                                     | 鄒凱光、阿Bu                                           | 球來球往主持                           | 余迪偉放病假                                                    |
| 2010年8月9日至8月20日                            | 余迪偉、鄒凱光                                         | 午夜閒談主持                           | 阿Bu暫代早霸王時段主持摩星嶺11號                                |
| 2010年8月23日                                    | 余迪偉、阿Bu                                           | 精華遊花園主持                         | 鄒凱光放假                                                      |
| 2010年9月6日至9月10日                            | 鄒凱光、阿Bu                                           | 球來球往主持                           | 余迪偉與王菀之到巴黎迪士尼樂園拍攝旅遊節目                      |
| 2010年9月15日                                    | 余迪偉、鄒凱光、阿Bu、李克勤                           | ---                                    | 李克勤擔任嘉賓主持                                              |
| 2010年9月22日至9月24日、 9月27日至9月28日        | 余迪偉、鄒凱光                                         | 午夜閒談主持                           | 阿Bu放假到北京                                                  |
| 2010年10月18日至10月22日                         | 雲海、阿Bu                                             | 摩星嶺11號主持                         | 余迪偉及鄒凱光演出《爆響口之唔出得街》 特備節目：一八七二六六六 |
| 2010年10月26日至11月4日                          | 余迪偉、阿Bu                                           | 精華遊花園主持                         | 鄒凱光放假到歐洲                                                |
| 2010年11月22日至12月3日                          | 鄒凱光、阿Bu                                           | 球來球往主持                           | 余迪偉到歐洲拍攝美食法庭                                        |
| 2011年1月18日                                    | 余迪偉、阿Bu                                           | 精華遊花園主持                         | 鄒凱光請假                                                      |
| 2011年1月21日                                    | 鄒凱光、阿Bu                                           | 球來球往主持                           | 余迪偉到海南島拍攝《美食法庭》                                  |
| 2011年1月25日、2011年1月27日                     | 鄒凱光、阿Bu                                           | 球來球往主持                           | 余迪偉請病假                                                    |
| 2011年1月31日                                    | 余迪偉、鄒凱光                                         | 午夜閒談主持                           | 阿Bu請病假                                                      |
| 2011年2月9日至2月15日                            | 余迪偉、鄒凱光                                         | 午夜閒談主持                           | 阿Bu放假到泰國                                                  |
| 2011年2月23日                                    | 余迪偉、阿Bu                                           | 精華遊花園主持                         | 鄒凱光請假拍戲                                                  |
| 2011年3月3日                                     | 鄒凱光、阿Bu                                           | 球來球往主持                           | 余迪偉放假                                                      |
| 2011年4月19日至4月26日                           | 余迪偉、鄒凱光                                         | 午夜閒談主持                           | 阿Bu放假到英國睇英超（4月23日曼聯對愛華頓）                     |
| 2011年5月12日至5月13日                           | 余迪偉、鄒凱光                                         | 午夜閒談主持                           | 阿Bu放假                                                        |
| 2011年5月31日至2011年6月6日                      | 鄒凱光、阿Bu                                           | 球來球往主持                           | 余迪偉放假                                                      |
| 2011年6月27日                                    | 余迪偉、鄒凱光                                         | 午夜閒談主持                           | 阿Bu請病假                                                      |
| 2011年7月11日至7月12日                           | 余迪偉、阿Bu                                           | 精華遊花園主持                         | 鄒凱光請假                                                      |
| 2011年8月8日至8月12日                            | 余迪偉、鄒凱光                                         | 午夜閒談主持                           | 阿Bu放假到台灣                                                  |
| 2011年10月13日至10月14日                         | 鄒凱光、阿Bu                                           | 球來球往主持                           | 余迪偉放假到泰國                                                |
| 2011年10月24日至10月28日 2011年10月31日至11月1日 | 余迪偉、阿Bu                                           | 精華遊花園主持                         | 鄒凱光放假到北歐                                                |
| 2011年11月18日至11月21日                         | 余迪偉、鄒凱光                                         | 午夜閒談主持                           | 阿Bu放假                                                        |
| 2012年2月7日午夜12時                             | 鄒凱光、卓韻芝、阿Bu                                   | 卓韻芝於午夜12時後接手余迪偉當天的主題 |                                                                 |
| 2012年2月8日午夜12時                             | 鄒凱光、卓韻芝、阿Bu                                   | 卓韻芝於午夜12時後接手余迪偉當天的主題 |                                                                 |
| 2012年2月13日至2月14日                           | 余迪偉、鄒凱光                                         | 午夜閒談主持                           | 阿Bu放病假                                                      |
| 2012年2月13日至2月14日午夜12時                   | 余迪偉、鄒凱光、卓韻芝                                 | 阿Bu放病假, 卓韻芝於午夜12時後加入     |                                                                 |
| 2012年2月15日午夜12時                            | 余迪偉、卓韻芝、阿Bu                                   | 卓韻芝於午夜12時後接手鄒凱光當天的主題 |                                                                 |
| 2012年2月20日                                    | 余迪偉、鄒凱光                                         | 午夜閒談主持                           | 阿Bu放病假                                                      |
| 2012年2月27日至3月2日                            | 鄒凱光、阿Bu                                           | 球來球往主持                           | 余迪偉放假到澳洲                                                |
| 2012年4月2日至4月6日                             | 余迪偉、鄒凱光                                         | 午夜閒談主持                           | 阿Bu放假到台灣                                                  |
| 2012年4月12日至4月16日                           | 鄒凱光、阿Bu                                           | 球來球往主持                           | 余迪偉放假到日本                                                |
| 2012年4月23日                                    | 余迪偉、阿Bu                                           | 精華遊花園主持                         | 鄒凱光請假                                                      |
| 2012年5月15日                                    | 余迪偉、鄒凱光                                         | 午夜閒談主持                           | 阿Bu放假                                                        |
| 2012年6月12日至6月15日 2012年6月18日至6月22日    | 余迪偉、鄒凱光                                         | 午夜閒談主持                           | 阿Bu到烏克蘭拍攝《Now Sport》節目                               |
| 2012年7月4日                                     | 余迪偉、鄒凱光                                         | 午夜閒談主持                           | 阿Bu放假                                                        |
| 2012年7月12日                                    | 鄒凱光、阿Bu                                           | 球來球往主持                           |                                                                 |
| 2012年7月25日至7月30日                           | 鄒凱光、阿Bu                                           | 球來球往主持                           | 余迪偉放假到泰國                                                |
| 2012年8月2日                                     | 余迪偉、阿Bu                                           | 精華遊花園主持                         | 鄒凱光請假                                                      |
| 2012年8月9日至8月10日                            | 余迪偉、鄒凱光                                         | 午夜閒談主持                           | 阿Bu放假到泰國                                                  |
| 2012年8月14日                                    | 余迪偉、阿Bu                                           | 精華遊花園主持                         | 鄒凱光請假                                                      |
| 2012年8月16日                                    | 余迪偉、鄒凱光                                         | 午夜閒談主持                           | 阿Bu請假                                                        |
| 2012年9月12日至9月14日及9月17日至9月21日         | 余迪偉、阿Bu                                           | 精華遊花園主持                         | 鄒凱光放假到加拿大                                              |
| 2012年10月4日至10月16日                          | 余迪偉、阿Bu                                           | 精華遊花園主持                         | 鄒凱光放假到意大利                                              |
| 2012年10月18日                                   | 鄒凱光、阿Bu                                           | 球來球往主持                           | 余迪偉放病假                                                    |
| 2012年11月6日                                    | 余迪偉、鄒凱光                                         | 午夜閒談主持                           | 阿Bu放病假                                                      |
| 2012年11月28日                                   | 余迪偉、阿Bu                                           | 精華遊花園主持                         | 鄒凱光放假                                                      |
| 2012年12月6日                                    | 余迪偉、鄒凱光                                         | 午夜閒談主持                           | 阿Bu放病假                                                      |
| 2012年12月7日至12月12日                          | 鄒凱光、阿Bu                                           | 球來球往主持                           | 余迪偉放假                                                      |
| 2012年12月27日                                   | 鄒凱光、阿Bu                                           | 球來球往主持                           | 余迪偉放病假                                                    |
| 2013年1月16日                                    | 余迪偉、阿Bu                                           | 精華遊花園主持                         | 鄒凱光拍電影《飛虎出征》                                        |
| 2013年1月21日至1月22日                           | 余迪偉、鄒凱光                                         | 午夜閒談主持                           | 阿Bu放病假                                                      |
| 2013年1月24日                                    | 余迪偉、阿Bu                                           | 精華遊花園主持                         | 鄒凱光拍電影《飛虎出征》                                        |
| 2013年1月28日                                    | 余迪偉、阿Bu                                           | 精華遊花園主持                         | 鄒凱光拍電影《飛虎出征》                                        |
| 2013年2月4日                                     | 余迪偉、阿Bu                                           | 精華遊花園主持                         | 鄒凱光拍電影《飛虎出征》                                        |
| 2013年2月6日至2月8日                             | 余迪偉、鄒凱光                                         | 午夜閒談主持                           | 阿Bu放假                                                        |
| 2013年2月27日                                    | 余迪偉、鄒凱光                                         | 午夜閒談主持                           | 阿Bu放病假                                                      |
| 2013年3月21日                                    | 余迪偉、阿Bu                                           | 精華遊花園主持                         | 鄒凱光到江門拍電影《爛滾夫鬥爛滾妻》                            |
| 2013年3月28日至4月5日                            | 余迪偉、鄒凱光                                         | 午夜閒談主持                           | 阿Bu放假到台灣                                                  |
| 2013年4月10日至4月12日                           | 鄒凱光、阿Bu                                           | 球來球往主持                           | 余迪偉放假                                                      |
| 2013年5月13日至5月24日                           | 余迪偉、鄒凱光、新主持                                 | -                                      | 阿Bu離職                                                        |
| 2013年5月27日至5月29日                           | 余迪偉、鄒凱光、林二汶                                 | -                                      | -                                                               |
| 2013年6月3日至6月14日                            | 余迪偉、林二汶                                         | -                                      | 鄒凱光綵排及演出《齋呵唔鬧》舞台劇                              |
| 2013年7月3日至7月5日                             | 鄒凱光、林二汶                                         | -                                      | 余迪偉放假到台灣                                                |
| 2013年7月12日                                    | 余迪偉、林二汶                                         | -                                      | 鄒凱光到澳門演出《齋呵唔鬧》舞台劇                              |

## 正常播放時間
- 2009年4月30日（5月1日凌晨）至2009年7月10日（11日凌晨）：凌晨12時至2時
- 2009年7月13日至2013年4月19日：晚上10時至凌晨1時
- 2013年4月22日至2013年10月11日：晚上11時至凌晨2時
- 2013年10月11日至2014年6月27日：晚上11時至凌晨1時

## 特別播放時間
- 2009年5月1日：凌晨1時至2時
- 2009年8月17日：晚上11時45分至1時
- 2009年10月31日戶外直播：晚上10時至12時
- 2010年1月1日：凌晨12時至1時
- 2010年4月26日：晚上11時至1時
- 2010年10月18日至10月22日特備：晚上11時至1時
- 2011年2月2日：凌晨12時至2時
- 2012年7月13日至8月31日逢星期一至四：晚上10時至1時 逢星期五：晚上10時至12時30分
- 2012年12月20日至2013年2月15日逢星期五：晚上10時至12時

## 嘉賓訪問
| 日期                             | 節目時段    | 嘉賓                           | 目的                                                               |
| 2010年9月28日                    | 23:00-00:00 | 蘇施黃                         | 宣傳《蘇施黃之我要賺兩億》講座                                     |
| 2010年10月27日                   | 22:00-22:30 | 有耳非文                       | -                                                                  |
| 2010年12月23日                   | 23:00-01:00 | 周國賢、周麗淇、周柏豪及連詩雅 | 於銅鑼灣皇室堡Red Mr出席《聖誕好人》活動                           |
| 2010年12月27日                   | 00:00-00:15 | 吳雨霏                         | 「吳雨霏一次過講第一次」環節，宣傳《吳雨霏Kary On Live演唱會2011》 |
| 2011年5月30日                    | 22:30-23:30 | 卓韻芝                         | 宣傳《死去活來 One Night Stand》                                   |
| 2011年7月6日（2011年7月7日凌晨） | 00:00-01:00 | 雲海、Donald                   | 宣傳《雲海。當奴。骷髏頭》                                         |
| 2011年12月19日                   | 00:00-01:00 | 黃偉文                         | 宣傳ConecrtYY 演唱會+齋呵唔鬧                                      |
| 2012年1月23日至2012年1月25日     | 22:30-01:00 | 麥玲玲                         | 討論2012年龍年十二生肖的運程                                       |
| 2012年2月7日至2月9日及2月14日    | 00:00-01:00 | 鄒凱光、卓韻芝、阿Bu           | 卓韻芝於午夜12時後接手余迪偉當天的主題                             |
| 2013年2月7日                     | 00:00-01:00 | 鄒凱光、余迪偉、卓韻芝         | 宣傳《罪該萬死One Night Stand✝》(澳門站)                           |
| 2013年2月12日至2013年2月13日     | 23:00-01:00 | 麥玲玲                         | 討論2013年蛇年十二生肖的運程                                       |

## 舊有節目環節

### 爸爸節 孖住你爸爸
- 2009年父親節特別環節：2009年6月15日至6月19日播放
- 每晚有一個限額，聽眾可來電談及關於聽眾與爸爸的生活

### 叱咤大團圓
- 2009年8月17起，於每日凌晨12時至12時半播出。
- 因商台50週年紀念而設，邀請前DJ/現DJ/監製做訪問，提及他們在商台的經歷

### 光仔廁所位
- 2009年10月5日起，於每日晚上11時45分至12時期間播放。
- 一般聽眾來電都會經過監製光仔的篩選，環節開始時光仔上了廁所不在場，只要打通熱線就可以立刻和主持人對話。
- 因為太多聽眾只留言生日快樂給朋友，歪曲節目原來意義，主持人決定環節於2010年3月29日結束。
- 環節於2010年5月4日重新推出，並接受商業贊助。期間因連續有數位聽眾只留言生日快樂，於2010年5月17日起再度暫停本環節。
- 2011年1月21日重新推出一天。
- 2011年4月4日開始重新推出，逢星期一播放。

### 即興劇場
- 不定期播放
- 主持人會根據當時的城中熱話，以疑似人物名稱，模仿不同時事人物，演出一段有趣短劇

### 與茄喱啡對戲
2010年3月12日及3月19日推出。逢星期五晚上11時半至12時播放。
| 日期       | 內容           | 角色扮演                                                                            | 備註                           |
| 2010-03-12 | Batman U-turn  | Cat Woman（余迪偉）、蝙蝠俠（阿Bu）、羅賓（鄒凱光）、小丑（聽眾1）、謎語人（聽眾2） |                                |
| 2010-03-19 | 野蠻奶奶揀新抱 | 大圍奶奶（余迪偉）、Buliano（阿Bu）、LADY BABA（聽眾1）、韓龍（聽眾2）              | 導演、監製、編劇、旁白：鄒凱光 |

### 你知道我在氹你媽……嗎？
- 2010年母親節特別環節：2009年5月3日至5月7日期間播放。
- 每晚有一個限額，聽眾與其母親來電談及關於該聽眾與媽媽的生活。
- 主持於接聽完電話後，立即製作播放聲帶，作為送給該聽眾與其母親的母親節禮物。

### 世界波八強聯軍
- 2010年世界盃足球賽特別環節：2010年6月11日至7月12日播放。
- 主持會不定時致電參與「903八強聯軍」活動嘉賓，討論世界盃賽事戰況及花邊新聞，並就其支持之隊伍預測戰果。
- Hong Kong Toolbar設立「八發百中」版塊，讓聽眾參與預測戰果之遊戲。

#### 打比你……克勤
- 2010年世界盃足球賽特別環節，每晚主持會致電李克勤，討論世界盃賽事戰況及花邊新聞，並預測戰果。

#### 篤定戰果
- 聽眾來電 +852 1872905，支持指定球隊，將獲得商場提供於7月3日與主持人觀看球賽機會。

### 爆響口之唔出得街
《爆響口之唔出得街》為本節目主持余迪偉及鄒凱光在2010年10月22日至10月24日於香港理工大學賽馬會綜藝館演出的棟篤笑，一共演出4場。本演出只准許18歲或以上人士入場觀看。

#### 一八「七」二遊「花」園之爆「響」口
- 環節名稱為「爆響口」，但因應主題需要，其中的「七」、「花」及「響」字被消音。
- 2010年8月2日至2010年9月10日於每日晚上11時30分後播放。
- 本環節為節目主持余迪偉及鄒凱光演出的棟篤笑《爆響口之唔出得街》的遊戲環節。
- 主持人會邀請聽眾致電 +852 1872902 參加遊戲，並可參加抽獎，被抽中可獲《爆響口 唔出得街》門票。
- 每晚主持會設定一個題目，聽眾按題目將說話內容變成「嘟」音調，讓主持鬥快猜出正確之說話內容，猜對可獲一分。
- 本環節結束後，得分最低的主持會接受懲罰。

| 日期                   | 題目                                 | 猜對之主持 |
| ---------------------- | ------------------------------------ | ---------- |
| 2010年8月2日           | 床上聽過或說過的尷尬說話             | 鄒凱光     |
| 2010年8月3日           | 親密時聽過或說過的尷尬說話           | 鄒凱光     |
| 2010年8月4日           | 親暱時聽過或說過的尷尬說話           | 余迪偉     |
| 2010年8月5日           | 親暱時聽過或說過的尷尬說話           | －         |
| 2010年8月6日           | 親暱時聽過或說過的尷尬說話           | 鄒凱光     |
| 2010年8月9日           | 小時候不敢告訴父母的說話（阿Bu來電） | 鄒凱光     |
| 2010年8月10日          | 親暱時聽過或說過的尷尬說話           | 鄒凱光     |
| 2010年8月11日          | 小時候不敢告訴父母的說話             | 余迪偉     |
| 2010年8月12日          | 小時看過經典的成人片                 | 鄒凱光     |
| 2010年8月13日          | 親暱時聽過或說過的尷尬說話           | 鄒凱光     |
| 2010年8月16日          | 親暱時聽過或說過的尷尬說話           | 余迪偉     |
| 2010年8月17日          | 小時看過經典的成人片                 | 余迪偉     |
| 2010年8月18日          | 親暱時聽過或說過的尷尬說話           | 余迪偉     |
| 2010年8月19日－8月27日 | －                                   | －         |
| 2010年8月30日          | 親暱時聽過或說過的尷尬說話           | 余迪偉     |
| 2010年8月31日          | 親暱時聽過或說過的尷尬說話           | 余迪偉     |
| 2010年9月1日           | 親暱時聽過或說過的尷尬說話           | 鄒凱光     |
| 2010年9月2日           | 親暱時聽過或說過的尷尬說話           | 鄒凱光     |
| 2010年9月3日           | －                                   | －         |
| 2010年9月6日           | －                                   | －         |
| 2010年9月7日           | 親暱時聽過或說過的尷尬說話           | 鄒凱光     |
| 2010年9月8日           | 親暱時聽過或說過的尷尬說話           | 阿Bu       |
| 2010年9月9日           | －                                   | －         |
| 2010年9月10日          | －                                   | －         |

#### 送上門
- 於2010年9月13日至2010年9月17日晚上11時45分後播放。
- 本環節為節目主持余迪偉及鄒凱光演出的棟篤笑《爆響口之唔出得街》的遊戲環節。
- 聽眾電郵至 1872@my903.com 講出想余迪偉及鄒凱光表演的項目。
- 余迪偉和鄒凱光將到5位被選出的聽眾住宅或工作地點即場表演，並向該聽眾售賣《爆響口之唔出得街》門票。

| 日期          | 聽衆要求表演的項目                                                |
| ------------- | ----------------------------------------------------------------- |
| 2010年9月13日 | 跳森巴舞                                                          |
| 2010年9月14日 | 余迪偉與鄒凱光對打Winning，輸的一方要模仿遊戲中入球球員的慶祝動作 |
| 2010年9月15日 | 煮日本拉麵                                                        |
| 2010年9月16日 | 去 Café 打排球                                                    |
| 2010年9月17日 | 跳鋼管舞                                                          |

#### 宣傳活動
- 接受雜誌東Touch、東方新地、Milk、U Magazine、Pandaa 訪問。
- 2010年9月18日下午4時，於旺角行人專用區派宣傳單張。 （页面存档备份，存于）
- 2010年9月20日上午11時，接受森美小儀的節目《早霸王》訪問。
- 2010年9月21日上午11時，接受查小欣的節目《巴巴閉　邊個夠我查篤撐》訪問。

#### 售票
- 於2010年9月21日上午10時，於城市電腦售票網公開發售。門票於10分鐘內已售罄。有網民不滿公開發售的門票數量大少[14]
。此外，於同日《一八七二遊花園》節目時段內宣布加開10月24日一場。
- 第一次加場門票在2010年9月24日上午10時，於城市電腦售票網公開發售。門票於3分鐘內已火速售罄。經主辦單位商議後，於2010年9月30日《一八七二遊花園》節目時段內宣布加開10月23日一場日場，並不會再加開場數。
- 第二次加場門票將在2010年10月5日上午10時，於城市電腦售票網公開發售。由於主持聲明這次沒有内部認購，門票於15分鐘內售罄。

### 客席女主持
- 由於余迪偉於2010年11月22日至12月3日期間到歐洲拍攝《美食法庭》，鄒凱光及Bu邀請聽眾擔任客席女主持並設定主題。
- 之後每逢余迪偉放假，此環節才推出。之後更演變為每當其中一位主持缺席，就會推出本環節。

| 日期           | 主題                       | 相關來電次數 |  |
| 2010年11月22日 | 令人最唔舒服的老細         | 0            |  |
| 2010年11月23日 | 難以自拔的愛情             | 0            |  |
| 2010年11月24日 | 你遇身邊最無賴的人         | 2            |  |
| 2010年11月25日 | 因財反面                   | 2            |  |
| 2010年11月26日 | 旅行尷尬事                 | 0            |  |
| 2010年12月3日  | 被陌生人幫忙嘅事           | 0            |  |
| 2011年1月21日  | (走唔甩嘅)尷尬事           | 0            |  |
| 2011年1月25日  | 因為太愛而分手嘅故事       | 1            |  |
| 2011年2月10日  | 送花或收花嘅趣事           | 4            |  |
| 2011年2月11日  | 火上加油嘅故事             | 0            |  |
| 2011年3月3日   | 有古怪習慣嘅人             | 2            |  |
| 2011年4月20日  | 為小甜頭而出賣自己嘅故事   | 0            |  |
| 2011年5月31日  | 差/唔開心嘅生日            | 2            |  |
| 2011年6月6日   | 追星記                     | 1            |  |
| 2011年6月27日  | 最討厭你另一半嘅豬朋狗友   | 4            |  |
| 2011年10月13日 | 分手多年而再復合的愛情故事 | 3            |  |
| 2012年2月13日  | 咬緊牙關 力挽狂瀾          | 1            |  |

### 一八七二亂愛門診部
由2010年11月29日至2010年12月9日凌晨12時45分播放。主持為舞台劇《戀 LOVE LOVE》主角解答愛情疑難。
| 日期           | 《戀Love Love》主角 |
| 2010年11月29日 | 細So                |
| 2010年11月30日 |                     |
| 2010年12月1日  |                     |
| 2010年12月2日  |                     |
| 2010年12月3日  | 火火（導演）        |
| 2010年12月6日  |                     |
| 2010年12月7日  |                     |
| 2010年12月8日  |                     |
| 2010年12月9日  | 小儀                |

### 聖誕好人
- 2010年聖誕節特别環節：於2010年12月6日至12月24日播放。
- 三位主持於2010年聖誕節前幫助一些社會上有需要的人，令他們快樂過聖誕。
- 聽衆可於節目時段內致電到節目加入幫忙。

#### 活動
- 2010年12月23日下午2:10於黃大仙伸手助人協會竹園北村賽馬會老人之家出席活動，嘉賓為吳雨霏。
- 2010年12月23日晚上10:40於銅鑼灣皇室堡Red Mr出席活動，嘉賓為周國賢、周麗淇、周柏豪及連詩雅。活動於晚上11時起進行直播。

### 一八七「易」做好人
- 2011年4月6日至6月29日，於每星期三播放。
- 為「聖誕好人」及「普世好人」環節之延續。
- 三位主持會透過大氣電波幫助一些社會上有需要的人。

### 送嘢比你
- 2010年聖誕節特别環節：於2010年12月24日晚上11時至1時播放。
- 聽衆可於節目時段內致電到節目參與遊戲，從30條問題中選答1條，答中會獲得禮品包一份。
- 2012年聖誕節特别環節：於2012年12月24日-12月25日晚上11時至1時播放。
- 聽衆可於節目時段內致電到節目參與遊戲答主持人一條問題，答中會獲得禮品一份。

### 笑話時間
- 聽眾致電熱線：+852 1872905
- 於鬼故時間後接聽
- 現時的笑話通常於光仔廁所位中出現。

### 普世好人
- 2011年農曆新年特別環節：於2011年1月17日至1月29日播放。
- 為「聖誕好人」環節之延續。
- 三位主持於2011年農曆新年前幫助一些社會上有需要的人。
- 聽衆可於節目時段內致電到節目加入幫忙。

### 叱咤902
- 雲海、Donald主持的特别環節：於2011年4月4日至6月3日晚上12:50至1時播放。

### 出路遇桂神
- 出路遇桂神2011年1月21日起，於每星期五大約晚上11時45分播放，2011年10月14日起被一八七二麥玲玲取代。
- 主持人與黄興桂傾電話，大談過去一星期近況及足球消息。

#### Pajita、 Madalena 與 Setomara
精華遊花園唯一延續至一八七二遊花園播放之環節。
- 曾於每晚11時30分至11時45分期間播放。
- 由余迪偉聲演 Madalena Lam（林慧陳），阿Bu聲演 Pajita Tam。
- 內容講述 Madalena 是一位不擅長說英語的人，需要經常致電Pajita ，請教如何將一句粵語句子翻譯成英語。
- 實際上，Pajita 的英語水平甚低，往往導致翻譯出來的句子非常奇特有趣。
- 2011年4月5日起逢星期二，晚上11時45分至12時期間播放，並加入新角色Setomara（鄒凱光聲演）。
- 2011年尾曾停播一段時間，直至2012年1月13日正式被一八七二美容院取代。

### 爛Gag紛Fun分
- 此環節是統計主持人在聽眾來電環節中說笑話的次數，當某一位主持人在聽眾來電環節中說了一個笑話，如果能令其餘的主持人笑出來的話，說笑話的主持人就能獲得一分。
- 阿Bu會在官方節目討論區中不定時匯報每位主持人的分數。

### 一八七二唔好題
- 於2012年2月27日起至2012年3月5日播放。
- 余迪偉放假時播放。

| 集數 | 日期          | 題目             |
| ---- | ------------- | ---------------- |
| 001  | 2012年2月27日 | 買錯嘢           |
| 002  | 2012年2月29日 | 試新嘢           |
| 003  | 2012年3月1日  | 信錯人           |
| 004  | 2012年3月5日  | 同事朋友嘅激氣事 |

### 愛情專題專區
- 於2012年4月2日起不停時播放。
- 任何一個主持放假時播放。

| 集數 | 日期          | 余迪偉題目（來電數目）    | 鄒凱光題目（來電數目）     | 阿Bu題目（來電數目）     |
| ---- | ------------- | ------------------------- | -------------------------- | ------------------------ |
| 001  | 2012年4月2日  | 剛剛被抛棄的人（1）       | 單身左好耐的人（3）        | -                        |
| 002  | 2012年4月3日  | 擺脫情人                  | 翻兜愛情故事               | -                        |
| 003  | 2012年4月4日  | 暗戀的故事                | 被人翻兜唔知點算的愛情故事 | -                        |
| 004  | 2012年4月5日  | 分極都分唔到手嘅愛情（1） | 愛上朋友嘅情人             | -                        |
| 005  | 2012年4月6日  | K戀                       | 唔識揀嘅愛情（1）          | -                        |
| 006  | 2012年4月23日 | 邁向邊緣嘅愛情（1）       | -                          | 就黎開始但未開始到嘅愛情 |

### 一八七二遊花園之球來球往
- 2012年歐洲國家盃期間播放。
- 每晚11時後致電NOW電視主持及李克勤討論前一晚及當晚賽事。

### 屬於你
- 為表揚本節目監製光仔在商業電台工作25年而推出。
- 每集均有不同的藝人、同事說出對光仔的感受。
- 由2012年7月16日開始推出，合共播出5集。

| 日期          | 嘉賓   |
| 2012年7月16日 | 許志安 |
| 2012年7月17日 | 小儀   |
| 2012年7月18日 | 杜汶澤 |
| 2012年7月19日 | 森美   |
| 2012年7月20日 | 古巨基 |

### 憑歌寄意遊花園
- 2012年8月16日環節
- 因應當天晚上颱風啟德襲港，天文台發出8號風球訊號而臨時設立。
- 聽眾可在節目中分享任何故事並就事件點唱，主持人會決定有關內容是否可作出點唱。

### 一八七二遊花園之在遊花園笑笑李克勤
- 因應李克勤《在森林和原野笑笑音樂會》舉行而開設。
- 由2012年7月30日起每天致電李克勤談論其音樂會籌備情況。
- 環節播放二星期後結束。

### 一八七二遊花園之等一齣單元劇
- 2012年11月5日-11月23日12時45分啟播。

### 咔啦騷
- 2012年12月7日-2013年2月15日（2013年2月8日暫停一集），逢星期五晚上12時至1時於商業二台播出，原有時段屬於一八七二遊花園。
  - 主持：杜汶澤、鄒凱光

### 一八七二遊花園之廣播道怒火
- 2012年8月9日起啟播。
- 因應主持人阿Bu及鄒凱光希望重組廣播道怒火球隊而開設，並呼籲新、舊及明星足球員加入。

## 事件
- 因為903現場直播志雲飯局舞台版的關係，節目首播日期由2009年4月27日延遲至4月30日。
- 因為2009年5月1日11時至12時881及903直播特備節目H1N1甲型流感多面睇的關係，上一節目嘩嘩嘩打到嚟！2008在特備節目完結後順延至凌晨12時至1時繼續播放，節目時間縮減為1小時，並改為於5月1日凌晨（5月2日上午）1時至2時播出。
- 由2009年7月13日起，節目時間改為晚上10時至凌晨1時，並加入鄒凱光擔任節目主持。
- 由於《在晴朗的一天出發 903版本》主持林海峰需準備及演出《林海峰是但噏我願意》棟篤笑表演的關係，由2009年8月17日起，主持人鄒凱光將會離開本節目，並暫時回歸二台「晴朗」暫代林海峰主持直至《林海峰是但噏我願意》棟篤笑表演完結。
- 2009年8月17日903現場直播八八水災關愛行動，節目於該天活動完結後（約11時半起）播放至1時。
- 2009年9月2日中元節，該晚特別把鬼故時間由一個限額改為無限額，結果該晚的全部聽眾只是來電講鬼故事[12]。
- 2009年10月31日萬聖夜星期六，節目首次進行戶外直播，節目名為「一八七二九零二」，該晚並邀請聽眾到場，並請到從事「靈異」行業人士、官恩娜、陳柏宇、鍾舒漫光臨說鬼故。
- 由於《早霸王》主持森美及小儀需準備及演出森美小儀歌劇團劇目《Prison de Ballet》之關係，由2010年8月9日至8月20日，主持人阿Bu將會離開本節目，與雲海暫代該時段，主持《摩星嶺11號》。
- 由於主持余迪偉及鄒凱光需準備及演出《爆響口之唔出得街》之關係，由2010年10月18日至10月22日，晚上10時至11時之節目時段由《伊維特》暫代；而主持阿Bu再與雲海合作，主持晚上11時至1時之時段特備《一八七二六六六》。
- 由於2011年2月2日晚上10時至12時播放賀年特備節目溫拿送虎迎兔狂想曲的關係，節目時間縮減為2小時，並改為於2月2日凌晨（2月3日上午）0時至2時播出。
- 由2012年12月7日至2013年2月22日，逢星期五晚上12時至1時之節目時段由重返商台開咪之杜汶澤與鄒凱光一起主持新節目《咔啦騷》。
- 阿Bu（姚家豪）於2013年4月15日在節目中宣布自己將會於2013年5月10日離開商台。
- 由2013年4月22日起，節目時間改為晚上11時至凌晨2時。
- 鄒凱光於2013年10月11日在節目中宣布自己將會暫別電台工作。

## 一八七二六六六
一八七二六六六，全名為《一八七二遊花園鬼咁早萬聖節特備：一八七二六六六》。是香港商業電台叱咤903的一個聽眾來電節目。主持人是雲海，阿Bu（姚家豪）。監製為光仔。由2010年10月18日至10月22日，逢星期一至五晚上11時至1時於商業二台播出。原有時段屬於一八七二遊花園，但因為余迪偉及鄒凱光需要排練及演出《爆響口之唔出得街》，期間暫時以此節目代替。

## 外部連結
- 一八七二遊花園Facebook專頁 （页面存档备份，存于）

| 香港商業電台 叱咤903商業二台節目                                                          | |                     |
| 上一節目 嘩嘩嘩打到嚟！2008（12-2時） 嘩嘩嘩打到嚟！2008（10-12時），1872遊花園（12-1時） | 一八七二遊花園 2009年4月30日－2009年7月10日 2009年7月13日－2010年10月15日 2009年10月25日－2014年6月27日 | 下一節目 雙截棍     |
| 前一節目： 雲妮鍾情                                                                       | 叱咤903商業節目 星期一至五晚上11時至1時                                                                 | 下一節目： 廣東爆谷 |